# José Francisco Romero
José Francisco Romero (* 21. Oktober 1960 in Monterrey, Nuevo León) ist ein ehemaliger mexikanischer Fußballspieler, der vorwiegend im  Mittelfeld agierte.

## Laufbahn
Romero begann seine Profikarriere bei seinem Heimatverein CF Monterrey, für den er am 19. April 1980 in einem Heimspiel gegen die Tecos UAG (1:1) sein Debüt in der mexikanischen Primera División bestritt. Im Torneo México 86, einem von zwei vor der WM 1986 ausgetragenen Sonderturnieren, die die reguläre Saison 1985/86 ersetzten, gewann Romero mit den Rayados erstmals die mexikanische Fußballmeisterschaft.
Seinen zweiten Meistertitel gewann er vier Jahre später mit dem Puebla FC im Rahmen der regulär ausgetragenen Saison 1989/90. Außerdem gewann er mit den Camoteros in derselben Saison auch den Pokalwettbewerb.

## Erfolge
- Mexikanischer Meister: México 86, 1990
- Mexikanischer Pokalsieger: 1990